# مارك فيلدز (كبير الإداريين التنفيذيين)
مارك فيلدز (بالإنجليزية: Mark Fields)‏ هو كبير الإداريين التنفيذيين أمريكي، ولد في 24 يناير 1961 في بروكلين في الولايات المتحدة.

## روابط خارجية
- مارك فيلدز على موقع مونزينجر (الألمانية)